# Faisão-coleira
O faisão-de-colar, também conhecido como faisão-coleira ou faisão-comum (Phasianus colchicus) é uma ave da família Phasianidae originária da Ásia e introduzida em todo o mundo, se tornando cosmopolita. 

## Etimologia
O nome do gênero vem do latim phasianus que significa Faisão, enquanto colchicus é o nome em latim para Cólquida, região na atual Georgia, país situado no Mar Negro, onde os faisões foram conhecidos pelos europeus. O nome científico então é o correspondente em latim para "Faisão da Cólquida".. O termo em grego antigo para Faisão é Phasianos ornis(Φασιανὸς ὂρνις) que significa "Ave do Rio Phasis".

## Taxonomia

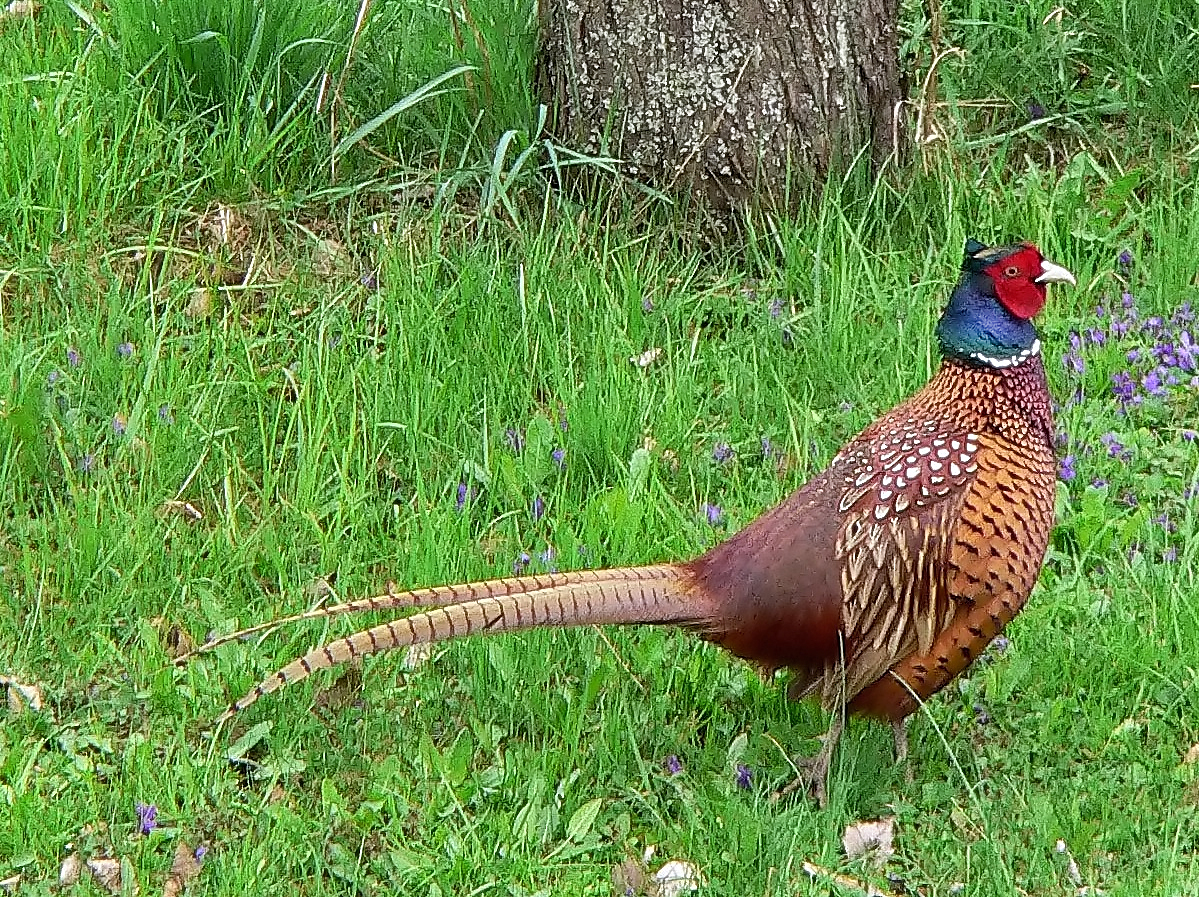
Um macho hibrido europeu, resultado do cruzamento entre o coleira da Mongólia e um grupo fenotípico do Caucaso

Apesar das aves do gênero Phasianus terem sido consideradas intimamente ligadas aos membros do gênero Gallus (os galos selvagens e também os domésticos), estudos recentes mostraram que eles estão em subfamílias diferentes que divergiram cerca de 20 milhões de anos atrás. 
Essa espécie foi primeiramente descrita por Carl Linnaeus no 10.ª edição de Systema Naturae já com o seu nome científico atual. O faisão-coleira foi considerado suficientemente distinto de outras espécies conhecidas por Linnaeus por ser um Phasianus rufus, capîte caeruleo – "Faisão vermelho de cabeça azul" - o que foi suficiente para este fazer sua descrição. Além disso, a ave já vinha sendo alvo de muitas discussões antes de Linnaeus estabelecer sua nomenclatura binomial. Suas fontes são o Ornithologia de Ulisse Aldrovandi, Uccelliera' de Giovanni Pietro Olina, Synopsis methodica Avium & Piscium de John Ray e História natural das Aves de Eleazar Albin  Na maior parte dos livros ornitológicos daquela época, a espécie era conhecida simplesmente como "Faisão". 
A localização típica é fixada no Rio Rioni no oeste da Georgia, que era conhecido como "Rio Phasis" no Grego Antigo. Essas aves, desde a era moderna, foram introduzidas em grande parte da Europa onde não estavam presentes; os exemplares descritos por Linnaeus, eram tipicamente de aves introduzidas no norte da África, mas possuíam mais alelos em comum com as populações da Transcaucásia que outras.
Embora Linnaeus tenha incluido muitos outros Galliformes no gênero Phasianus - como a galinha doméstica e seu ancestral Galo-selvagem-vermelho(Gallus gallus) - hoje, apenas o Faisão-coleira e o Faisão-versicolor são alocados neste gênero. Como o Faisão-versicolor não era conhecido por Linnaeus em 1758, o Faisão-coleira é naturalmente a espécie-tipo do gênero Phasianus.

### Subespécies
Há cerca de 30 subespécies em cinco a oito grupos. Estas são diferenciadas pela plumagem dos machos, onde são analisadas a presença ou ausência da coleira branca e/ou listra superciliar branca, as cores da garoupa(a costa) e a cobertura das asas, a cor da coroa, do peito, parte superior das costas e as penas do flanco. Populações  introduzidas possuem uma mistura de alelos de várias características e em diversas quantidades, diferindo de acordo com a quantidade original usada para a introdução e o que a seleção natural de acordo com o clima e o habitat fez disso.
Uma investigação em torno das relações genéticas das subespécies sugeriu que o Faisão-coleira se originou em florestas no sudeste da China. A divergência inicial pode ter ocorrido em torno de 3.4 milhões de anos atrás. Acredita-se que a falta de acordo entre a delimitação de subespécies baseada na morfologia e suas relações genéticas seja atribuída ao isolamento passado seguido por uma mistura populacional mais recente, à medida que o faisão expandiu seu alcance no Paleártico ocidental.
As vezes essas espécies são divididas em Ásia Central e Leste Asiático, separados aproximadamente pelas regiões áridas e montanhosas do Turquestão. No entanto, enquanto as populações do Oeste e do Leste provavelmente se separaram durante o último período glacial quando os desertos eram mais extensos, essa separação não durou o tempo suficiente para que ocorresse especiação. Atualmente, a maior variedade de padrões de cores é encontrada onde as populações do leste e do oeste se misturam. As fêmeas em geral podem não ter suas subespécies identificadas com certeza.
Algumas subespécies estão em perigo de extinção por conta da hibridização com outras introduzidas. A última população nativa do P. c. colchicus na Europa sobrevive na Grécia no delta do Rio Nesto, onde em 2012 a população era estimada em 100 a 250 individuos.
Dentro de uma árvore genética de mDNA com credibilidade máxima de clado, o grupo mais basal é o "elegans" do clado oriental, que pode ter divergido do Faisão-versicolor durante o período Calabriano, diversificando-se no Chibaniano há cerca de 0,7 milhão de anos. A separação entre os clados oriental e ocidental ocorreu há cerca de 0,59 milhão de anos.  Enquanto as subespécies do clado ocidental estão em áreas geograficamente bem separadas uma das outras, as subespécies do clado oriental apresentam variação clinal em grandes áreas de intergradação.

## Descrição
Os indivíduos do sexo masculino possuem muitas formas de coloração, possuindo variações onde se encontram penas de quase brancas a quase pretas. Isso provem da criação em cativeiro e também da hibridização entre subespécies e também com o Faisão-versicolor, reforçada por liberação de aves criadas em cativeiro para a natureza. Por exemplo, os "faisões-coleira" comuns na Europa, América do Norte e Austrália não pertencem a nenhum táxon específico, eles representam um enxame híbrido estereotipado. O peso corporal dessas aves vão de 500g a 3kg com machos chegando a média de 1,2kg e as fêmeas em média de 900g. A envergadura tem de 56 a 86cm.
O macho adulto da subespécie Phasianus colchicus colchicus tem de 60 a 89cm de comprimento, com sua cauda marrom com listras pretas representando quase 50cm do total. Sua plumagem é uma mistura de dourado brilhante com vermelho-cobre ou vermelho-fogo e marrom-acastanhado, com brilho iridescente esverdeado ou arroxeado; com as penas da garupa podendo ser azuis. Suas asas são repletas de penas cor de creme com listras pretas iguais às encontradas na sua cauda. Na cabeça as penas são verdes, possuindo dois penachos de orelha e crista e barbelas de vermelho vivo. Algumas subespécies não possuem o anel de penas brancas no pescoço que caracteriza a espécie.
A fêmea e os machos jovens são menos vistosos com plumagem marrom mosqueada mais opaca em todo o corpo. Estes medem cerca de 50 a 63cm incluindo a cauda que chega a cerca de 20cm. Os machos juvenis tem a característica de uma fêmea até cerca de 10 semanas de nascimento, quando começam a desenvolver suas plumas características.
O Faisão-versicolor(Phasianus versicolor) é muito similar a este e as hibridizações entre ambos muitas vezes torna difícil determinar a identidade de um individuo. Os machos faisão-versicolor costumam ter a cauda mais curta e sua plumagem é predominantemente verde, sem o anel no pescoço. As fêmeas faisão-versicolor também são mais escuras com muitas manchas pretas nas penas do peito e da barriga.
Ademais, muitas mutações ocorrem, gerando variações como de cores preta(Melanismo), isabelina e caramelo. O primeiro é comum em algumas áreas, onde recebe a denominação de "Faisão-tenebroso"(P. colchicus var. tenebrosus)

## Distribuição e Habitat

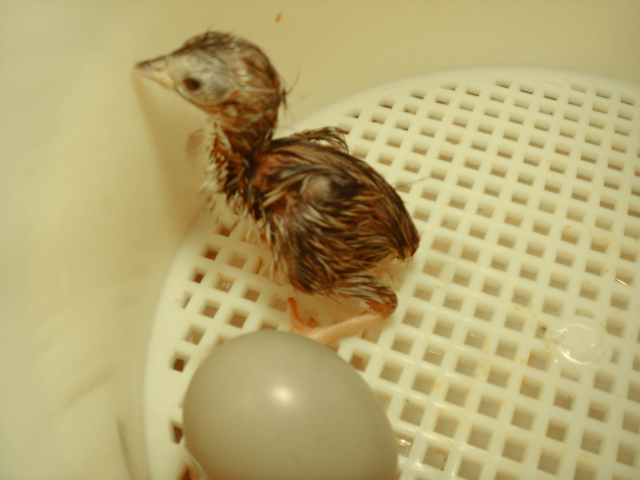
Pinto nascido em uma chocadeira

O Faisão-coleira é uma ave nativa da Ásia e parte da Europa como os sopés do norte no Caucaso e nos Balcãs. Ele foi introduzidos em outros lugares como ave para caça. Nas partes onde não tem a companhia natural de nenhum de seus parentes é conhecido apenas como "Faisão" ou "Faisão-comum". O nome "Faisão-coleira"(ou em inglês "ring-necked pheasant) é utilizado na América do Norte.  As aves são encontradas em florestas, terras agrícolas, arbustos e até mesmo em pântanos. Em seu habitat natural ele vive em pastagens perto de fontes de água e pequenos bosques. Terras agrícolas extensivamente desmatadas são habitats marginais que não podem manter populações autossustentáveis por muito tempo. 

## Comportamento
São aves gregárias que fora da época de reprodução formam bandos. No entanto, aves criadas em cativeiro podem apresentar forte segregação sexual, no espaço e no tempo, com diferenças sexuais no uso de tempo de alimentação ao longo do dia. São aves territoriais e por isso costumam brigar para defender seus territórios e seu harém.
Embora eles sejam capazes de voar por curtas distâncias, eles preferem correr. Se assustados, no entanto, eles podem partir de repente em grande velocidade, com um som distinto de asa e muitas vezes dando chamadas para alertar seus iguais. Sua velocidade de voo é de apenas 43 a 61km/h, mas quando em fuga podem alcançar até 90km/h. À noite, costumam empoleirar-se em árvores.

### Reprodução

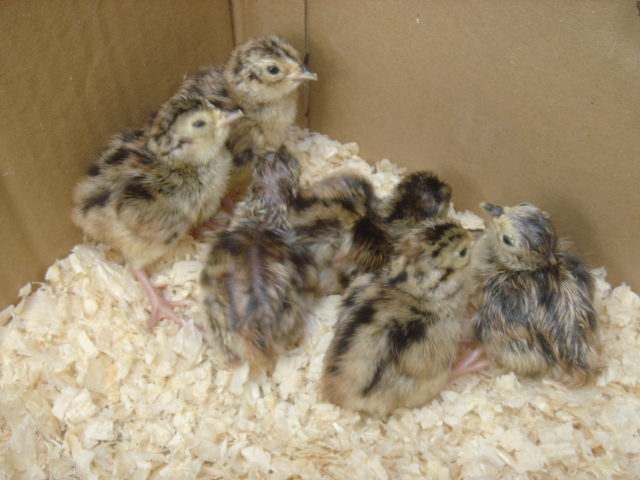
Pintos com cerca de uma hora de nascidos

Os faisões comuns nidificam apenas no chão em buracos, forrados com alguma grama e folhas, frequentemente sob cobertura densa ou uma cerca viva. Ocasionalmente, eles nidificam em um palheiro, ou ninho velho deixado por outras aves. Os machos são polígamos sempre acompanhados de um harém com muitas fêmeas. A cada ninhada as fêmeas postam entre 8 a 15 ovos de cor verde-oliva, algumas vezes chegando a 18, mas geralmente entre 10 e 12. Essa postura dura por volta de 2 a 3 semanas entre os meses de Abril e Junho. O período de choca leva em torno de 22 a 27 dias. Após o nascimento, os pintinhos deixam o ninhos após algumas horas de nascidos e permanecem próximos à mãe por muitas semanas. Após a eclosão, eles crescem rapidamente, voando após 12 a 14 dias, assemelhando-se a adultos com apenas 15 semanas de idade.

### Alimentação
Eles comem uma grande variedade de vegetais e pequenos animais, como frutas, sementes, grãos, bagas e folhas, além de uma grande variedade de invertebrados e alguns pequenos vertebrados como lagartos, pequenos ratos, pequenos mamíferos e pequenas aves .

## Na Cultura
Nos Estados Unidos da América ele é considerado a ave estadual do estado da Dakota do Sul, sendo uma das três espécies de aves escolhidas para ser ave de um estado que não é nativa. No leste asiático, a ave tem importante papel simbólico e na superstição local: Na China ele significa luz, prosperidade, felicidade e beleza; no Japão ele significa proteção, amor maternal e virtudes. Nas crenças locais, dizem que se o macho não fizer sua chamada territorial ao início do 12º mês é anuncio de grande inundação; se continuar sem fazê-lo até a metade do mês, anuncia que as mulheres tendem a tornar-se imorais.

### Mitologia e História Cultural
Como já dito, o nome do faisão vem da antiga lenda grega dos Argonautas. De acordo com Agatárquides e depois Marcial, Jasão e seus companheiros capturaram lindas aves galináceas multicoloridas na região do rio Phasis. Depois, o notável Linnaeus escolheu colchicus para completar o nome binomial da espécie por conta de Colchicus(Cólquida), paisagem da época.
Entre outras referências literárias, há outra entre os gregos: em um dos seus escritos, Aristófanes faz zombaria de um criador de faisões que atendia pelo nome de Leogoras. Aristoteles mencionou também a ave se banhando em areia para afastar possíveis piolhos. Em Roma, Plínio, o Velho escreveu sobre as orelhas emplumadas da ave. Séneca utilizou a ave como símbolo de luxo nas mesas. Galeno descreveu sua carne e seus ovos como saudáveis. Além disso, mais de 100 mosaicos coloridos mostrando a ave são conhecidos desde a antiguidade.
Na idade média, a carne da ave era considerada comida de luxo e seu sangue, gordura, bile, penas e até mesmo as fezes desempenhavam papel na medicina popular, sendo utilizados como incenso. Em tempos de peste, era recomentado o seu consumo como medida protetiva e para controlar a febre. Nos simbolismos das belas artes em séculos posteriores, o faisão muitas vezes substituiu o pavão e chegou a ser retratado como símbolo da ressurreição como uma fênix. 

#### Na Arte

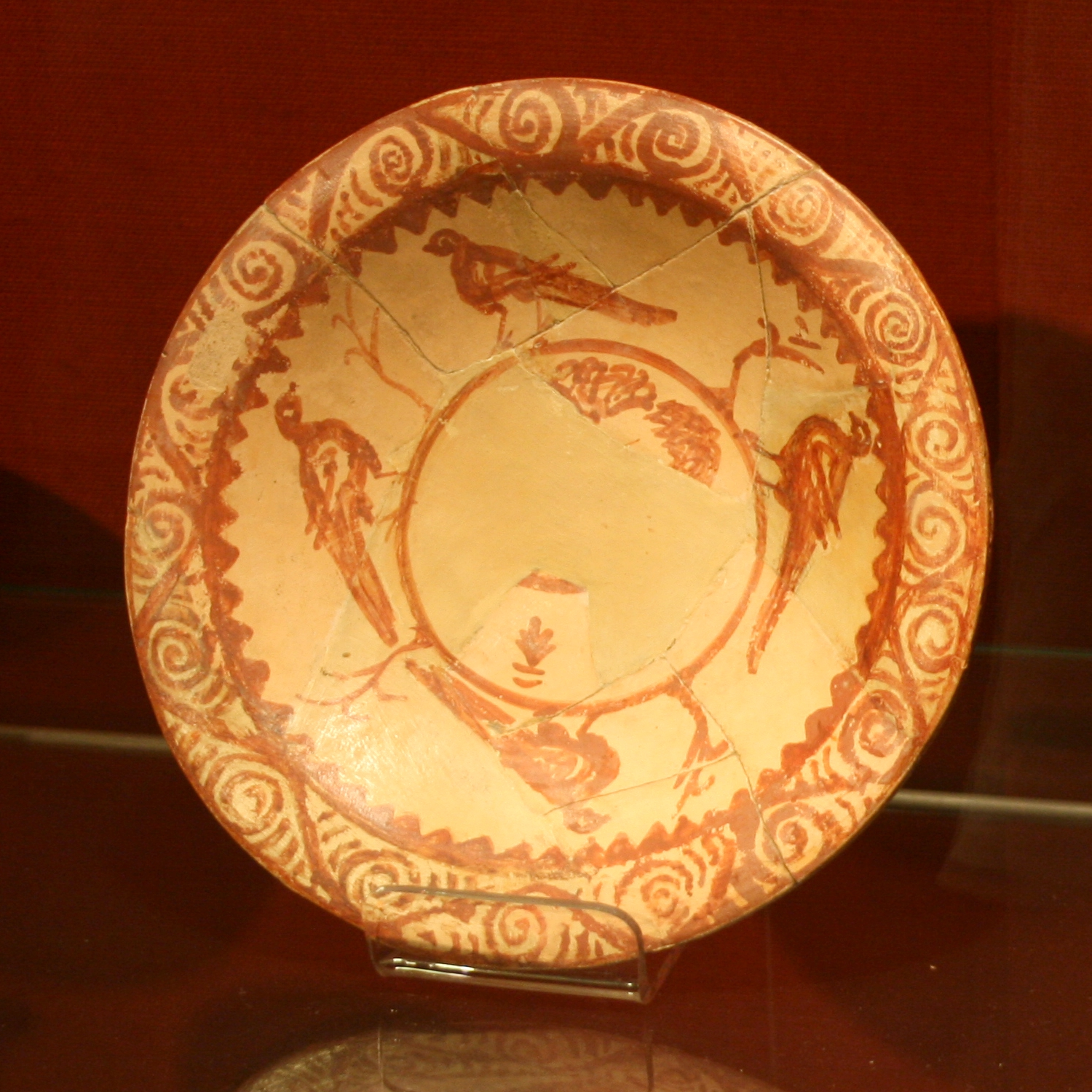
Faisões representados em Louça de Wetterau do Castelo Salisberg
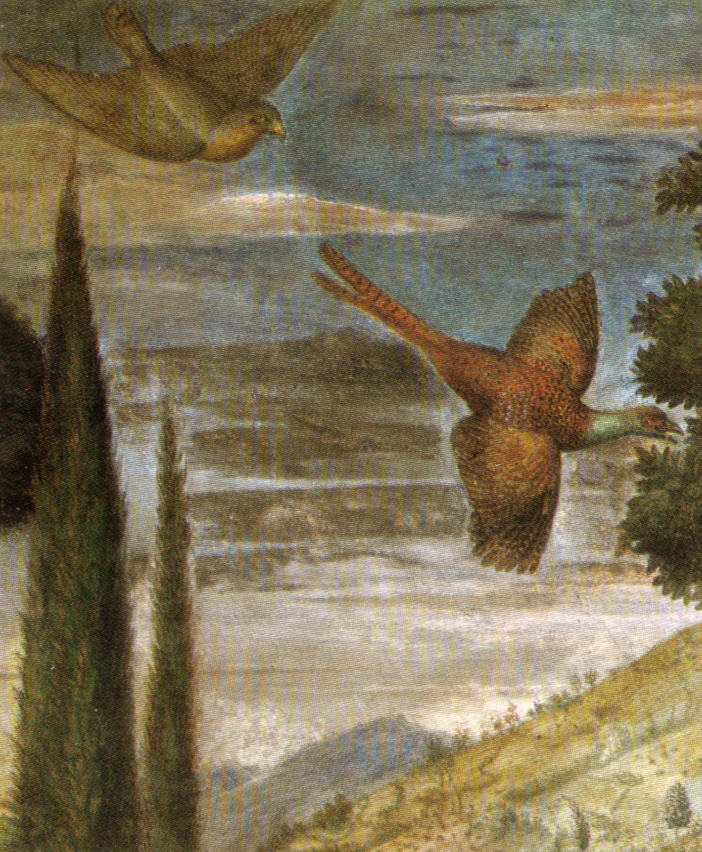
Faisão como símbolo da alma perseguida: afresco de Benozzo Gozzoli, 1459–1463.
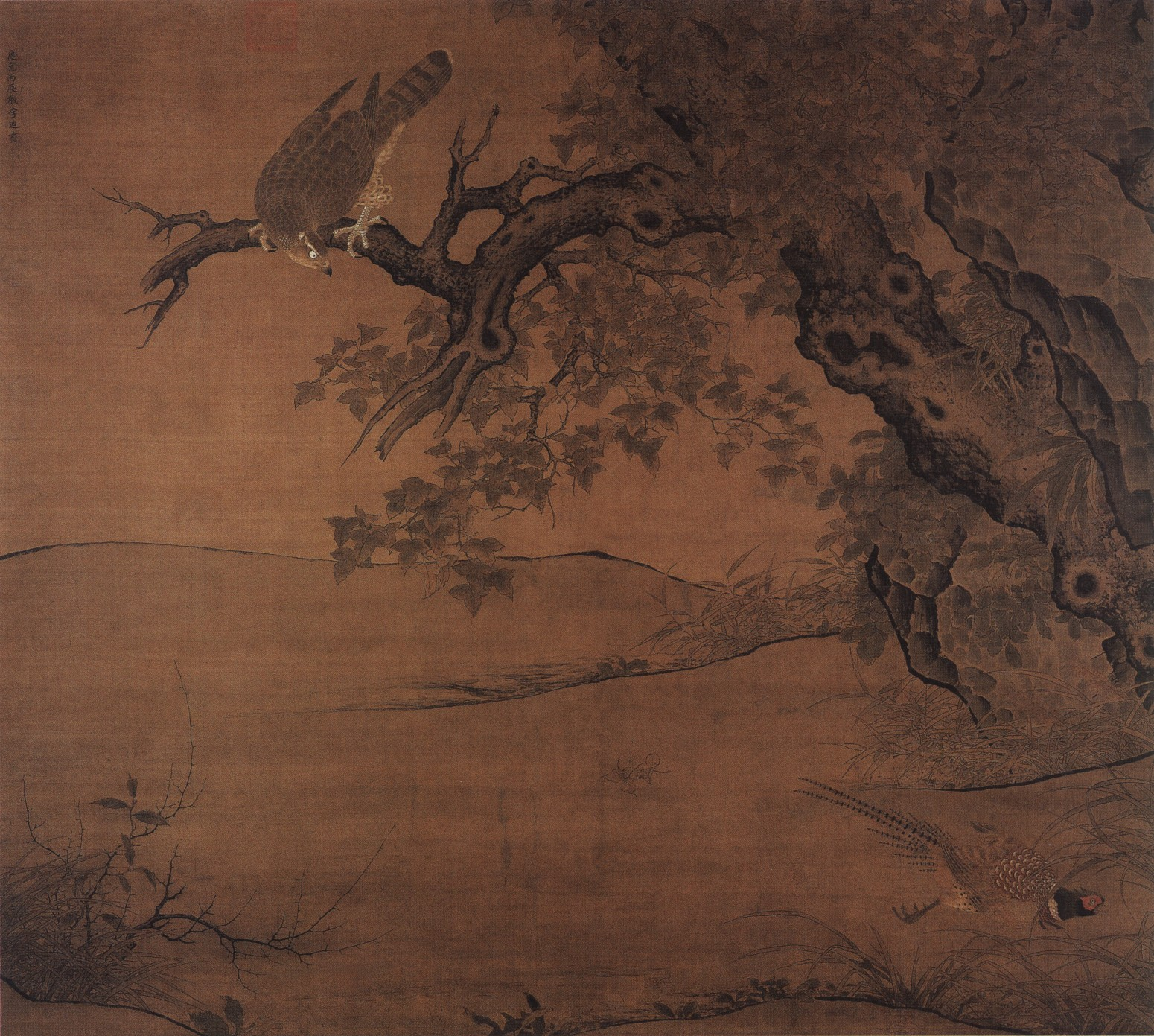
Representação de um faisão dos tempos da Dinastia Sung.
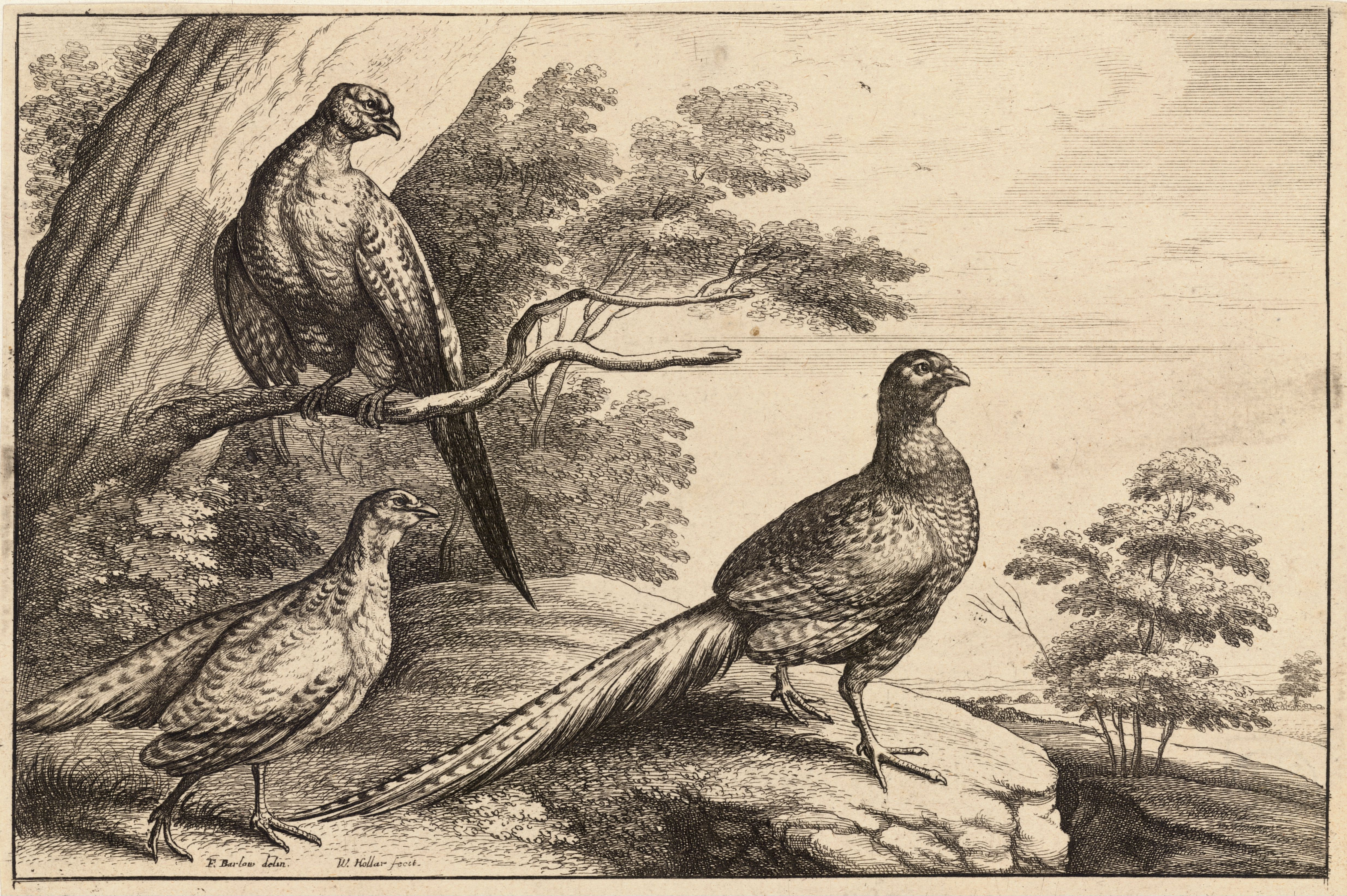
Representação do faisão por Václav Hollar, gravura do século XVII.
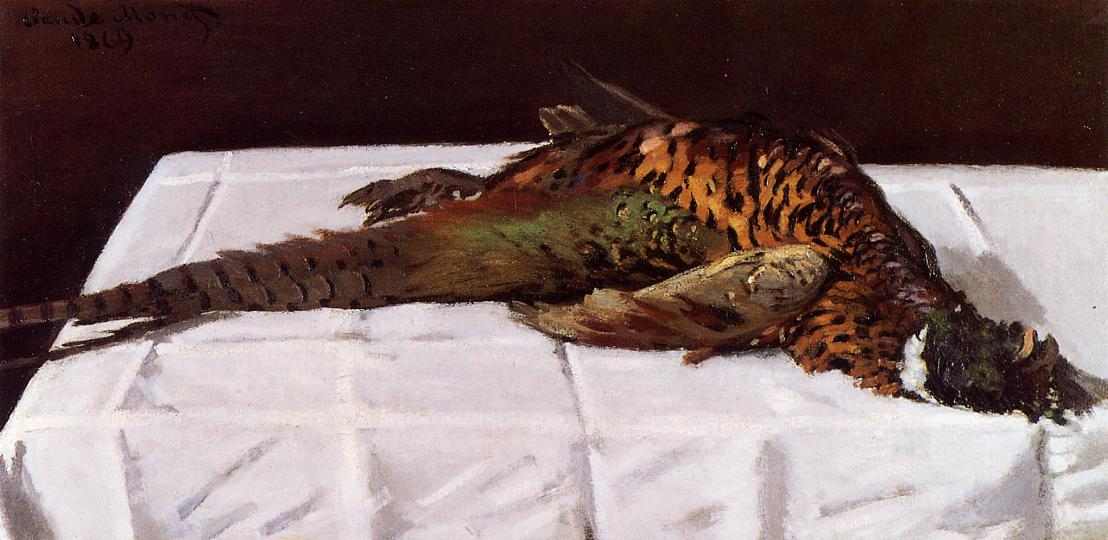
Faisão, pintura de Claude Monet, 1869.
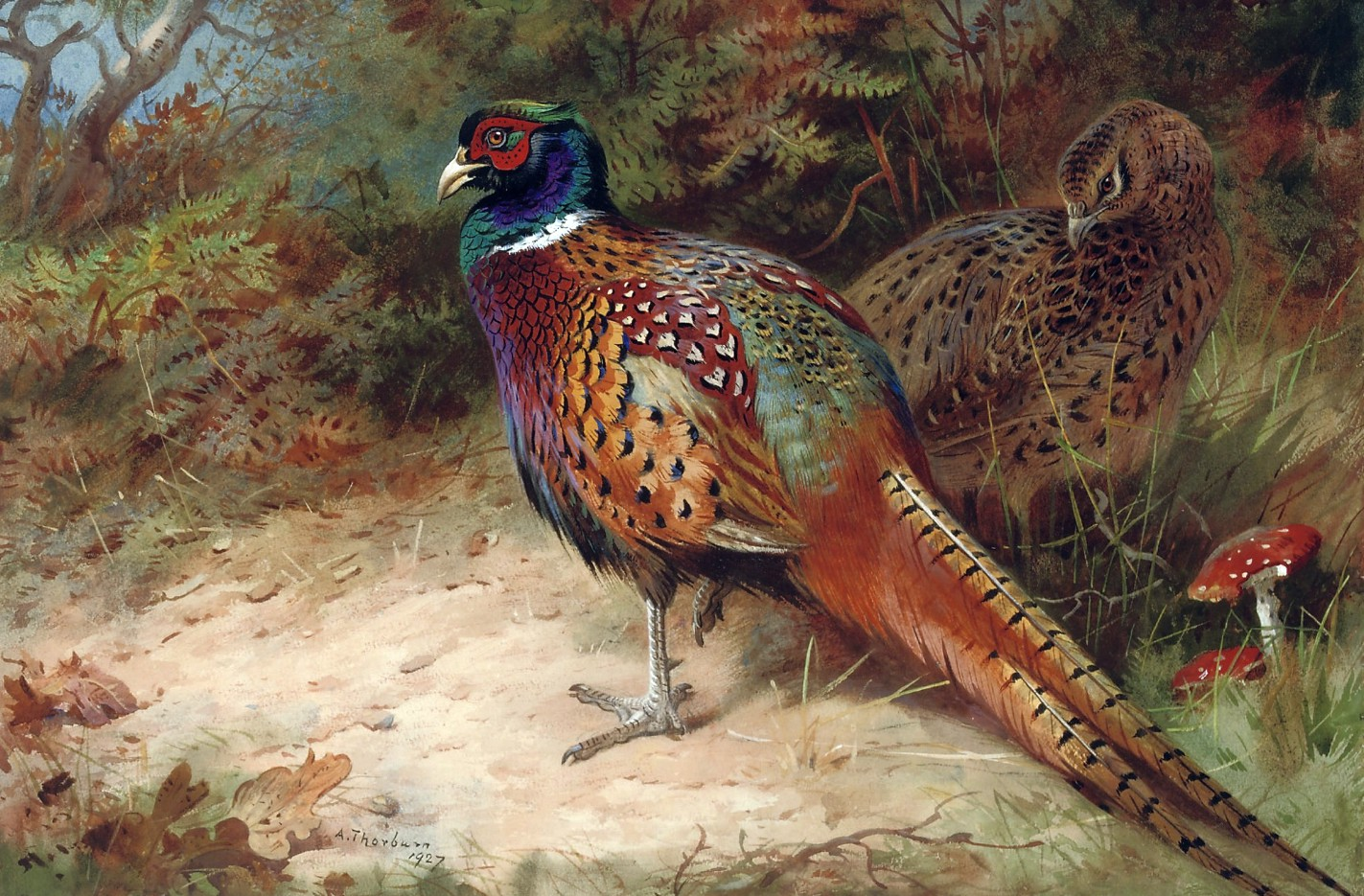
Faisão e galinha, pintura de Archibald Thorburn, 1927

### Na culinária

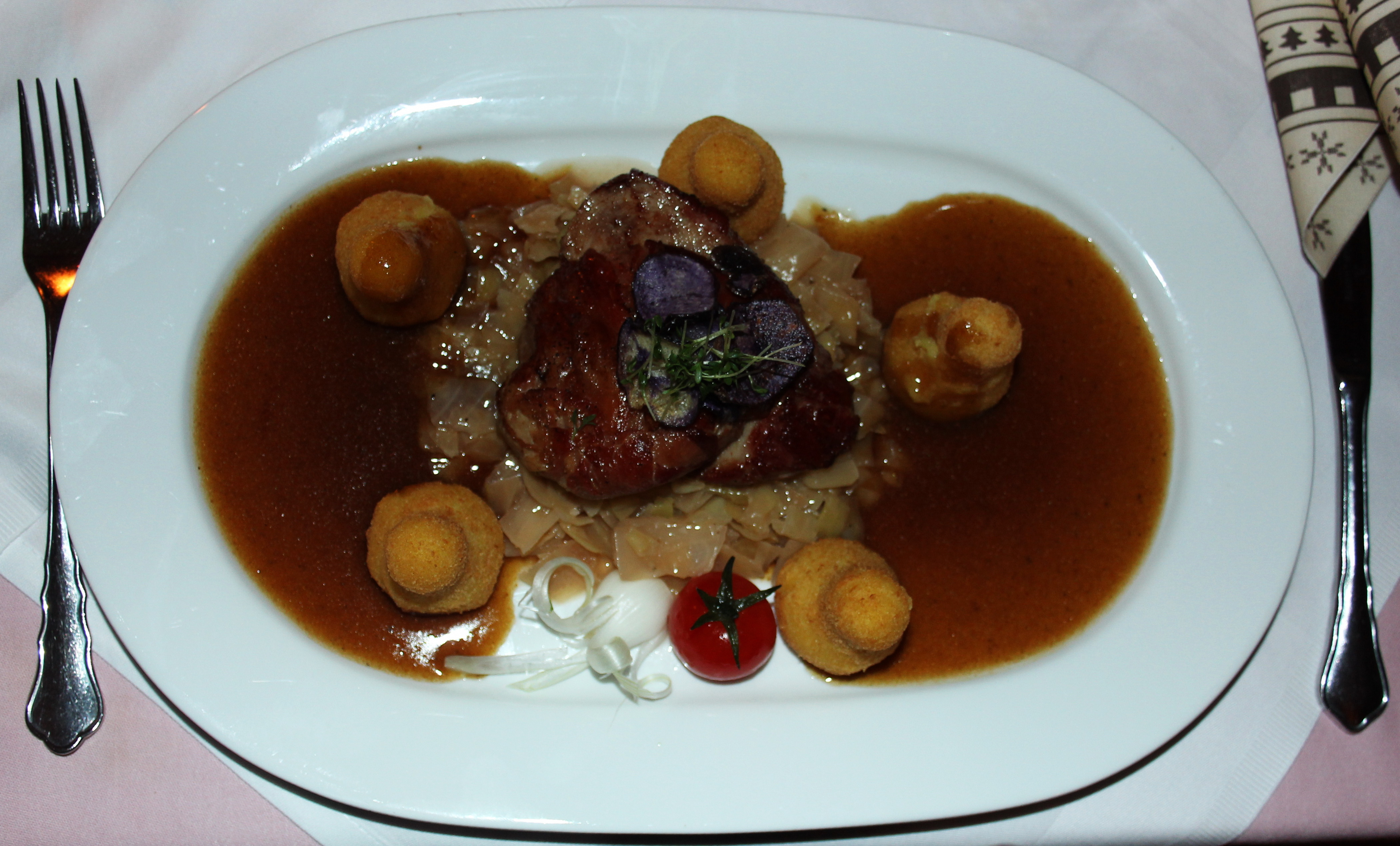
Preparo de peito de faisão

Na Europa e na América do Norte o faisão-coleira é reconhecido pro ser uma ave de bom sabor sendo vendida nos mercados em época de caça, e mesmo congelada nos supermercados. É comum que a mesma seja criada em pecuária intensiva. O sabor da carne quando magra oriunda de faisões recém-abatidos é semelhante ao da carne de frango e sua cor é clara; esta só desenvolve o sabor típicamente mais suave depois de algum tempo. As formas de preparo e os acompanhamentos são tão variados quanto de outras aves e seus ovos por vezes também são utilizados.

### Como ornamento
Em todos os tempos e em diversas culturas as penas do faisão foram utilizadas como enfeites em chapéus, brasões, acessórios para trajes, fantasias e leques.

## Galeria

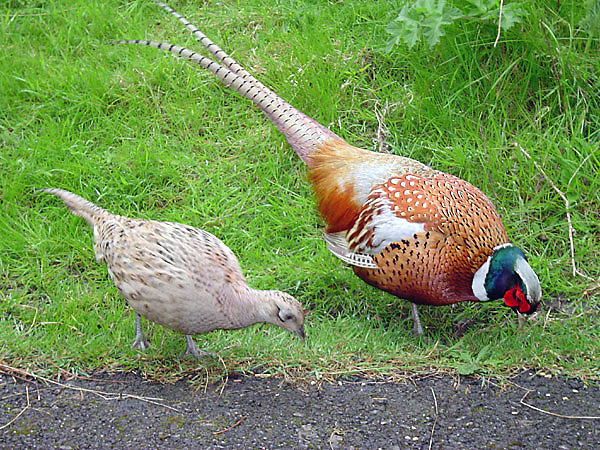
Tipo chinês(sem as costas cinza) com sua fêmea cinza-pálida, ilustrando a grande diferença de cores entre os sexos.
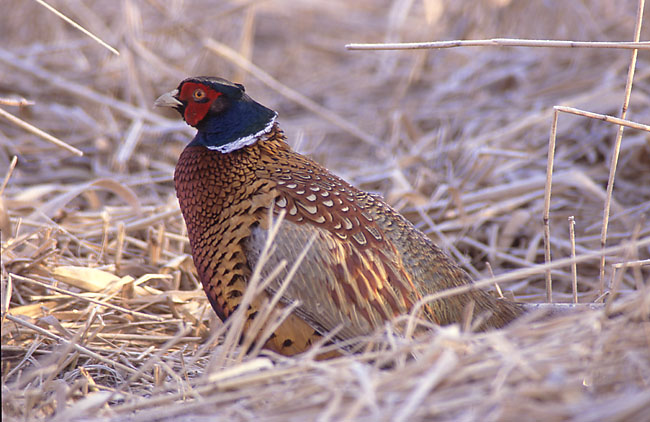
Os faisões costumam passar o dia em campos abertos.
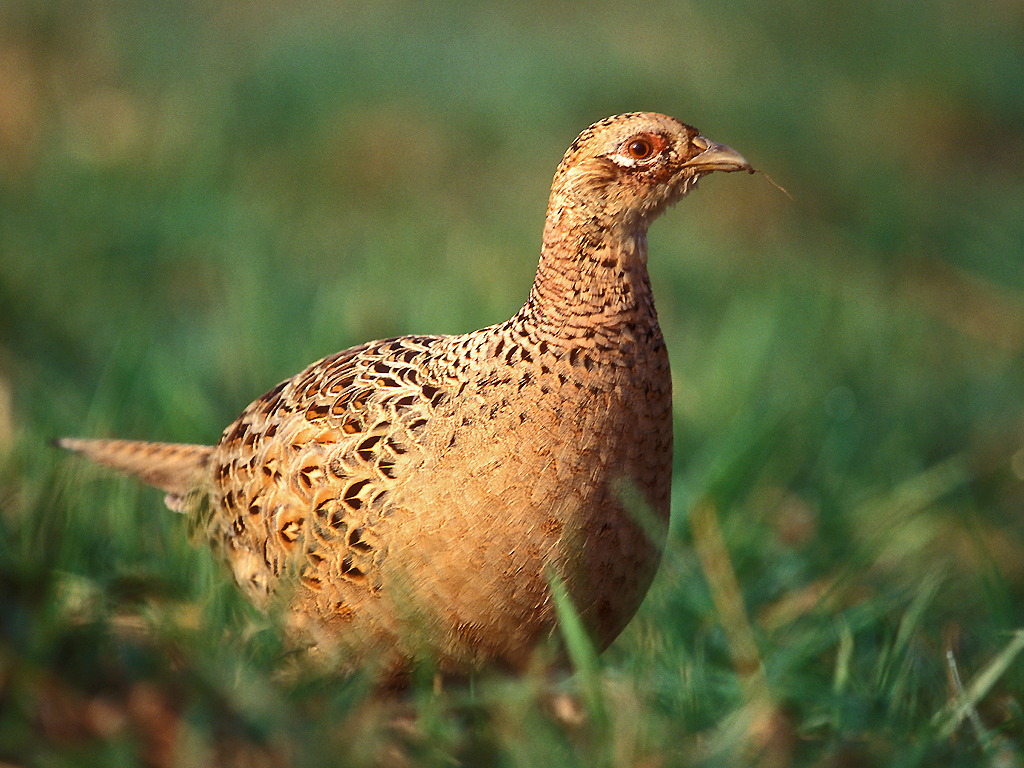
As fêmeas costumam formar um harém para um macho dominante.
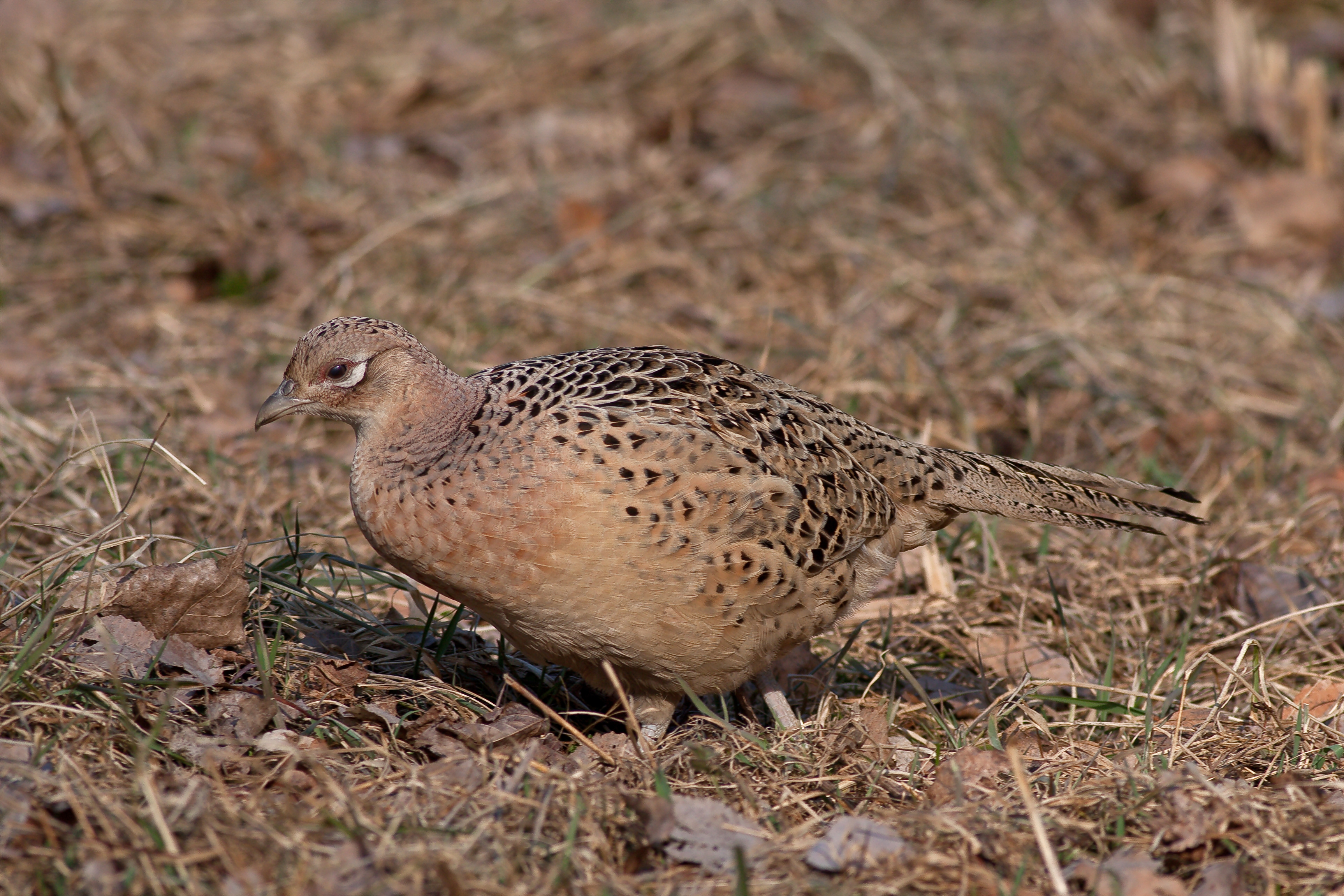
Elas põem geralmente entre 10 e 12 ovos.
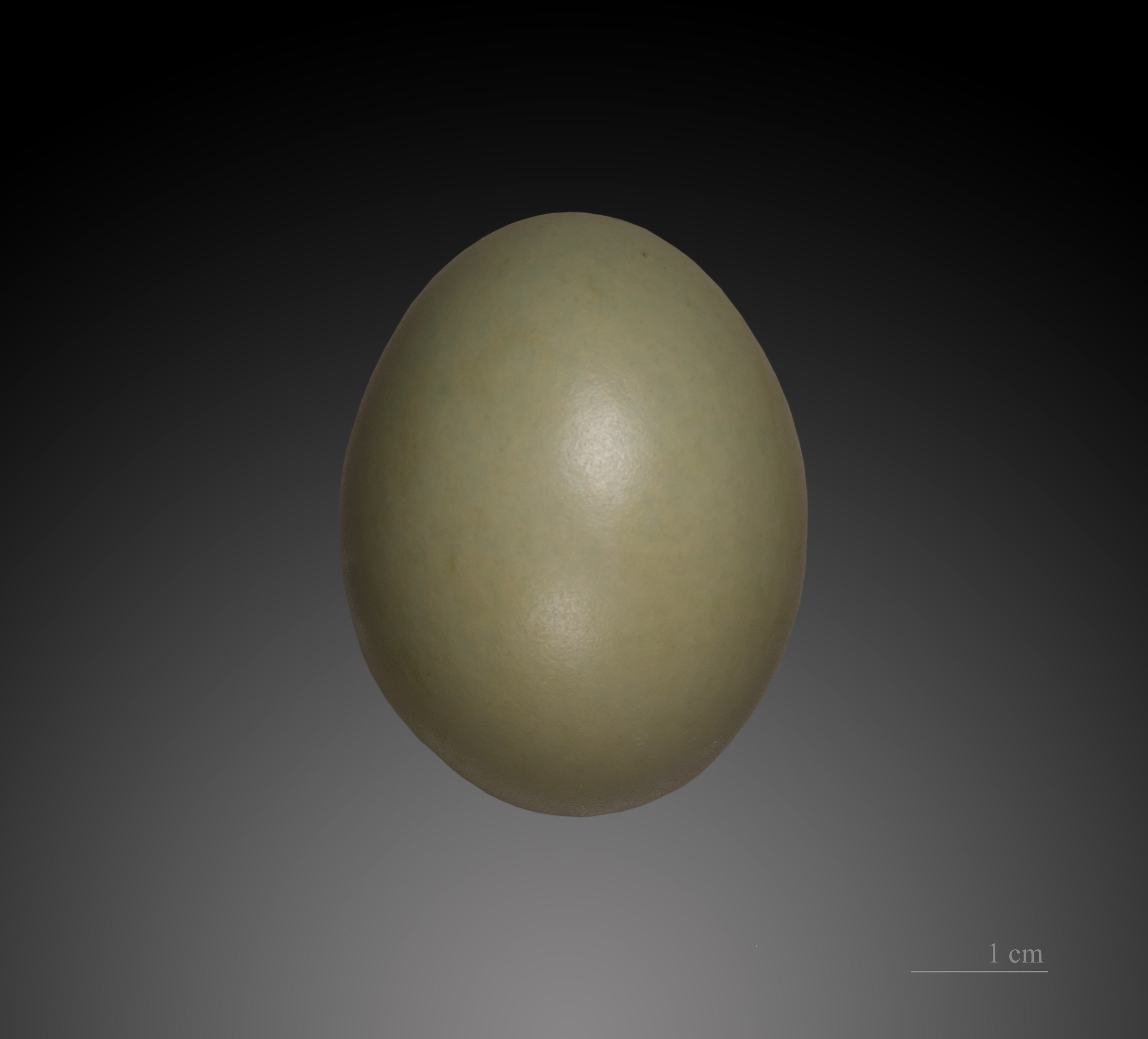
Ovo de Phasianus colchicus no MHNT;
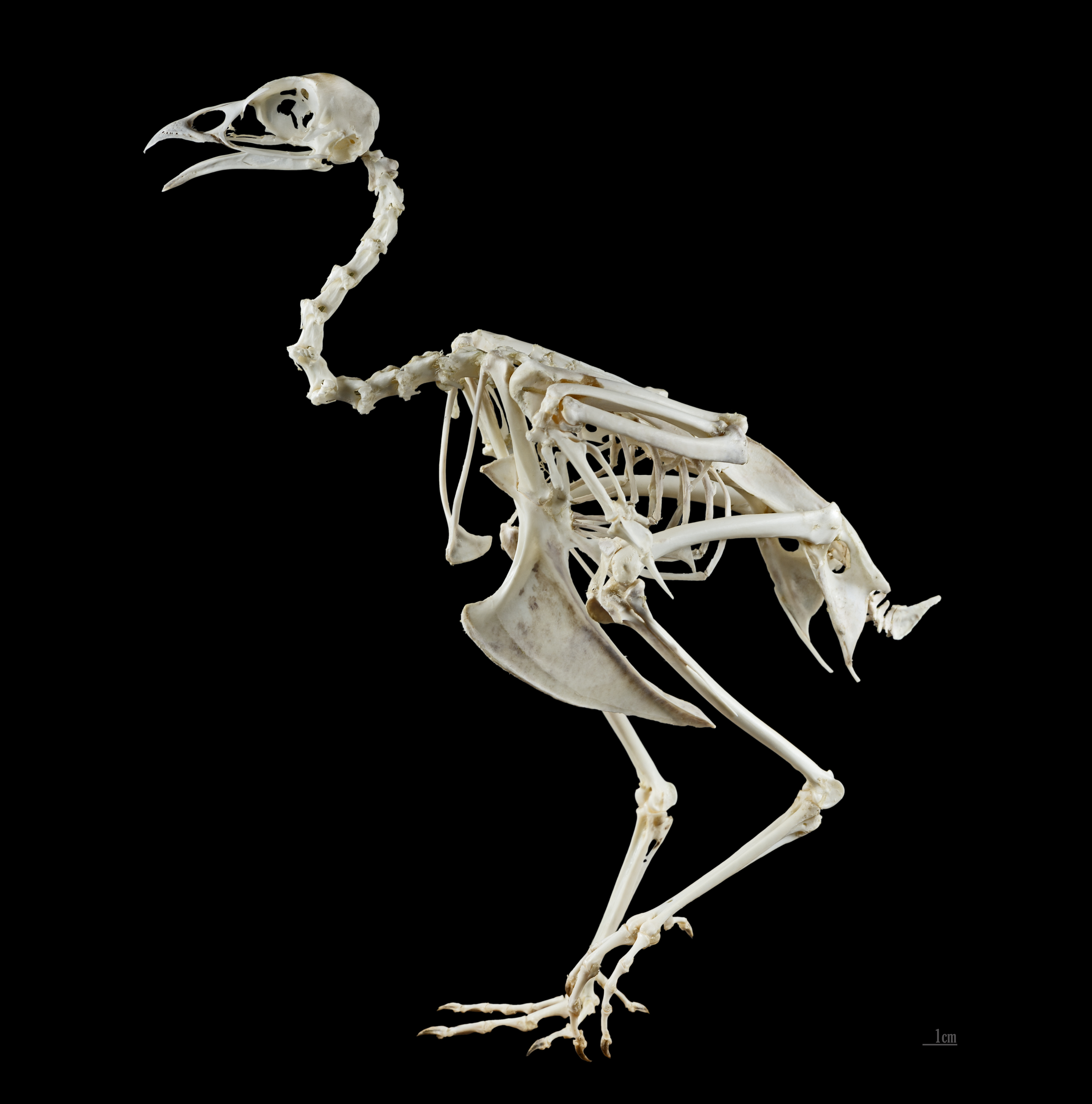
Esqueleto pertencente ao MHNT;
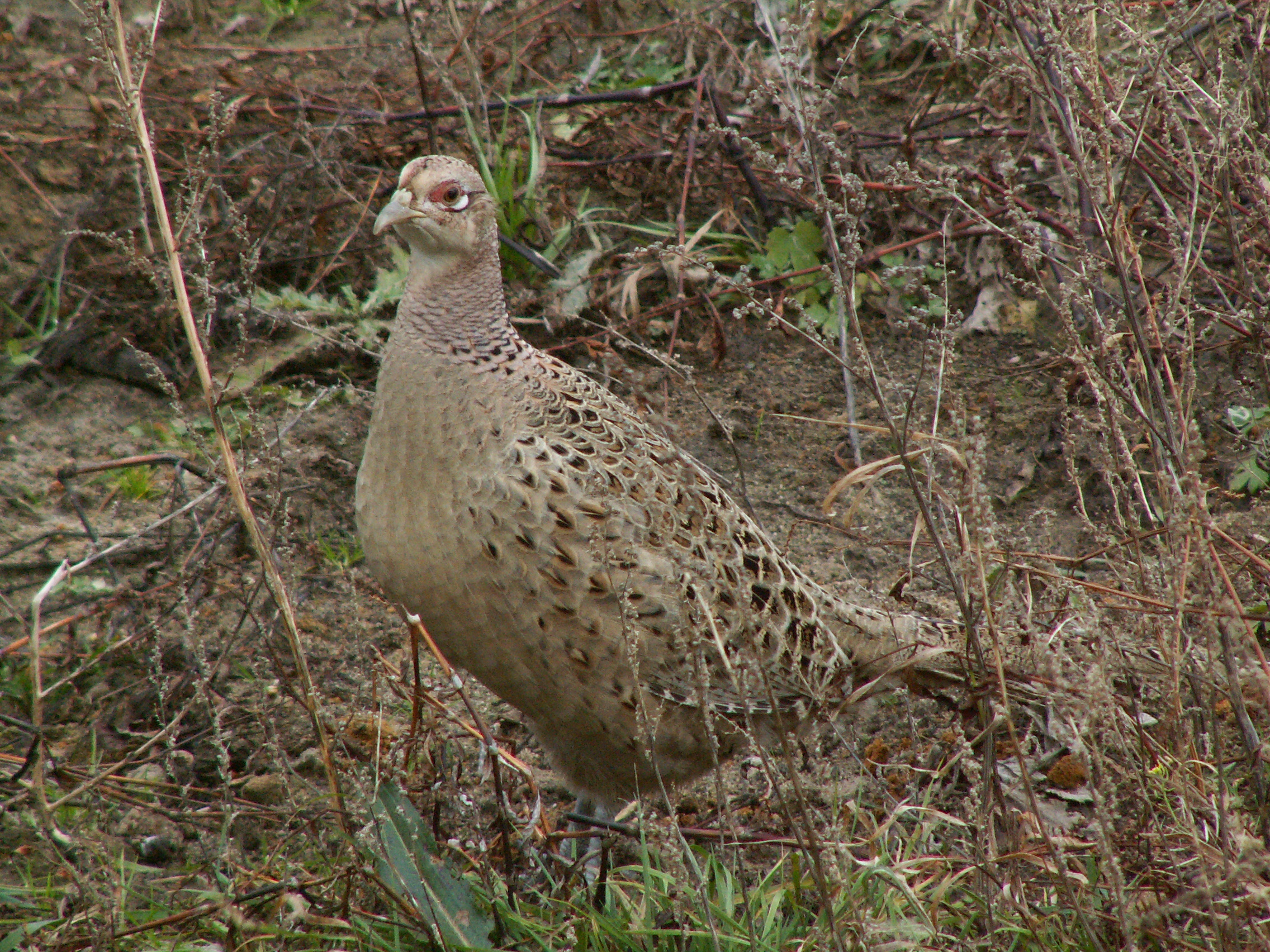
Há total ausência de barbela e penachos nas fêmeas.
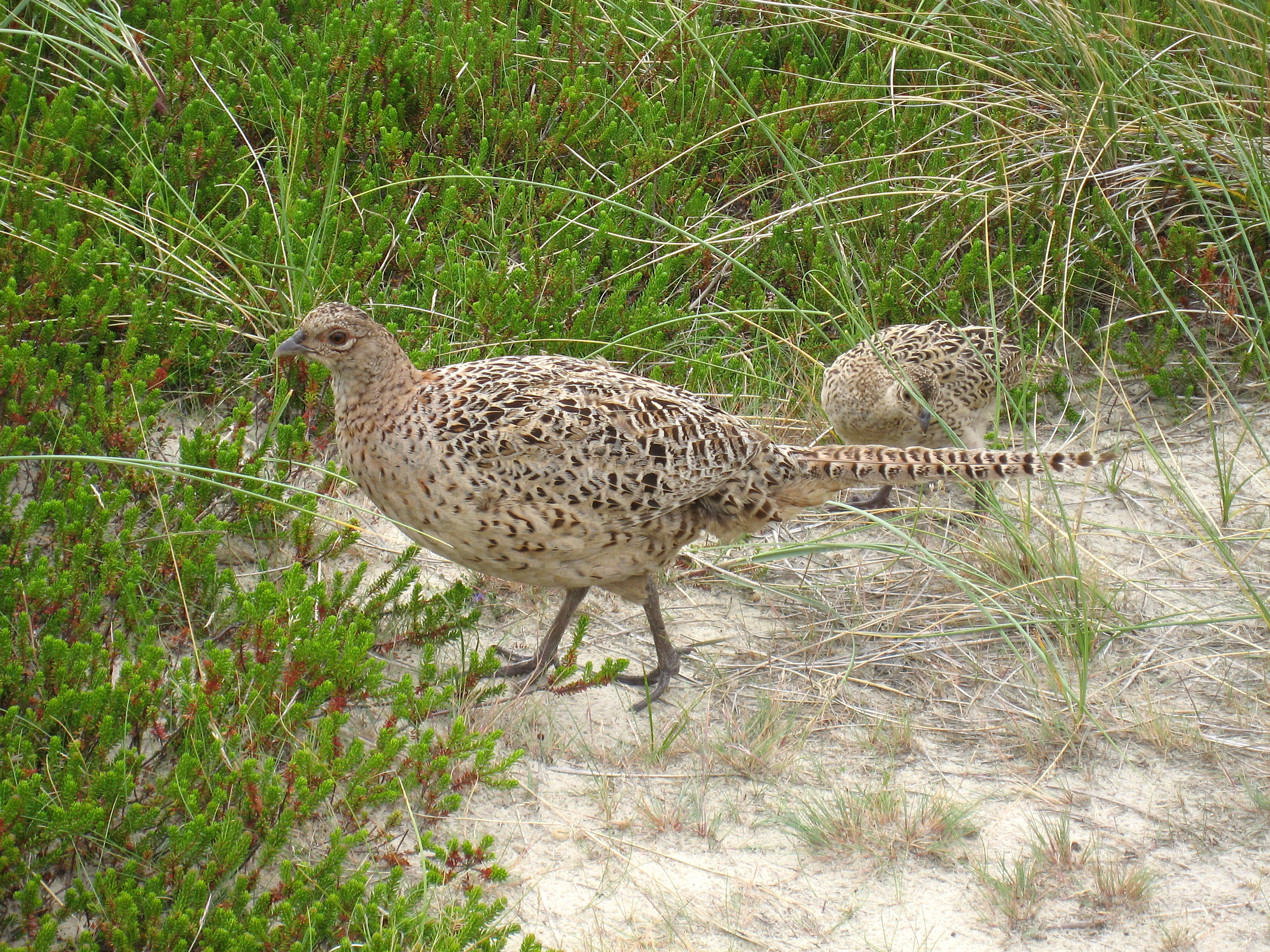
Fêmeas são bem menores em tamanho.
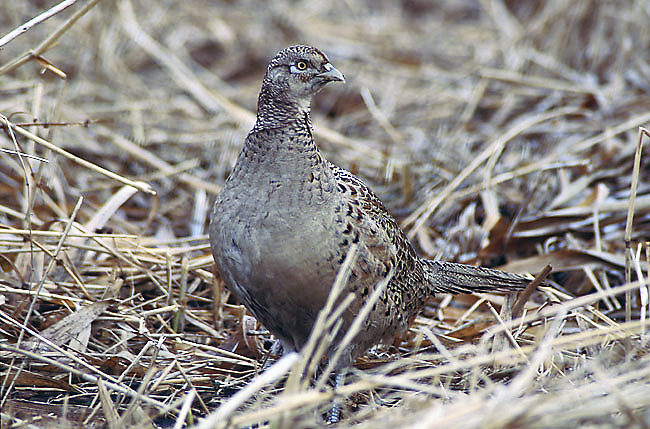
A cauda da fêmea também é mais curta.
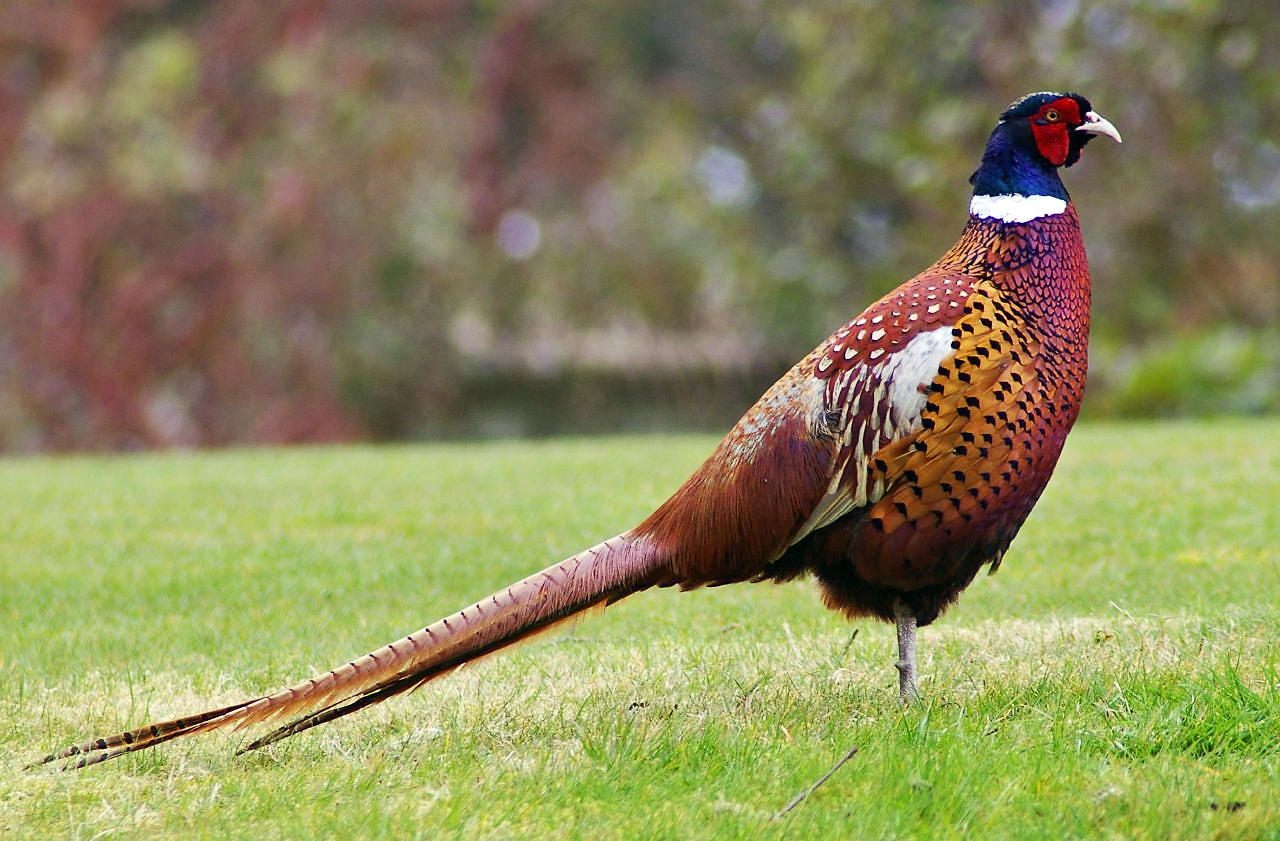
Sua cauda pode chegar a 50cm..
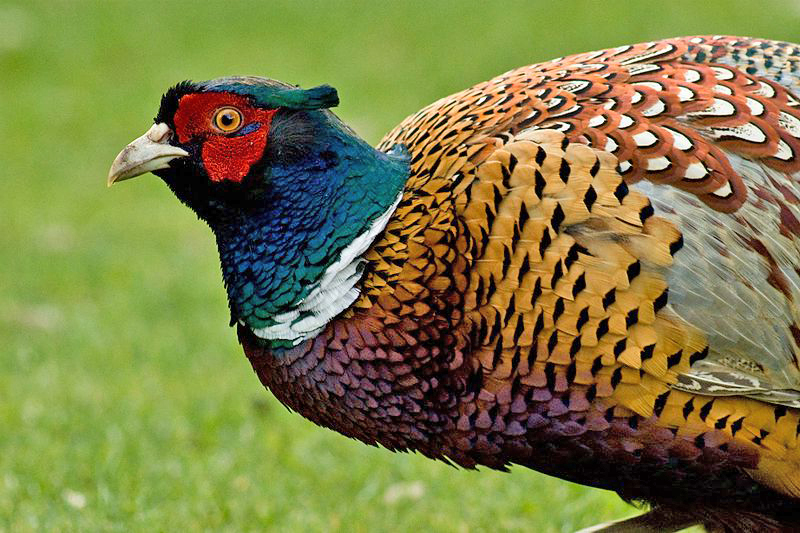
A plumagem do macho é sempre muito colorida.
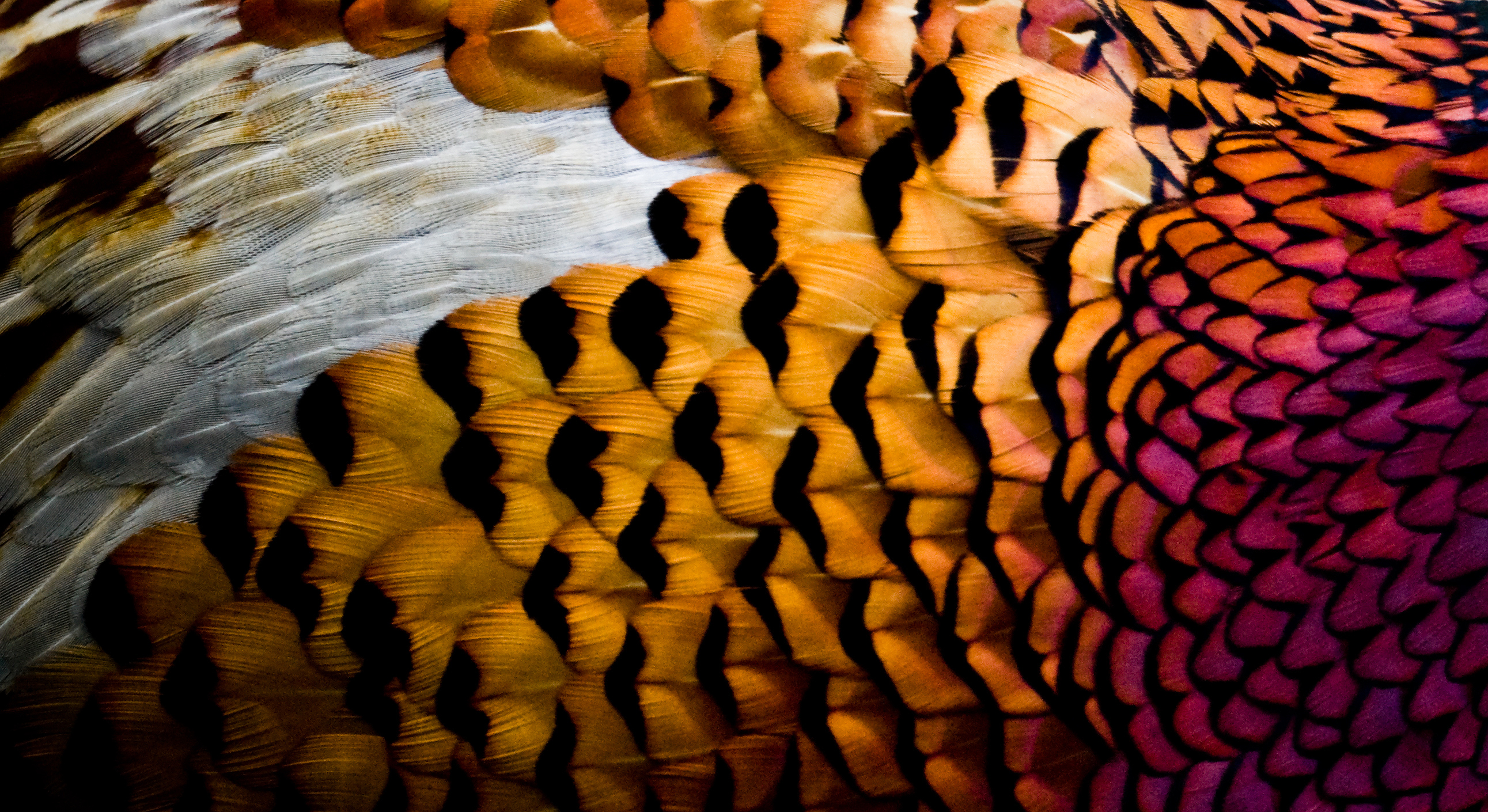
Detalhe das penas do peitoral de um macho.
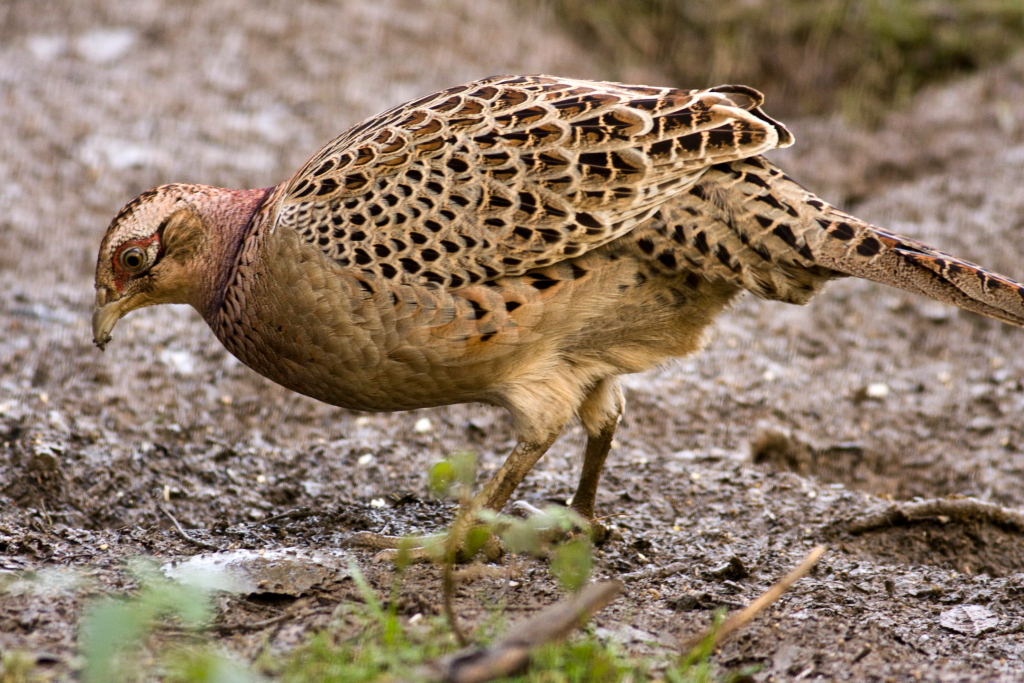
A fêmea por sua vez tem um padrão mais simples.
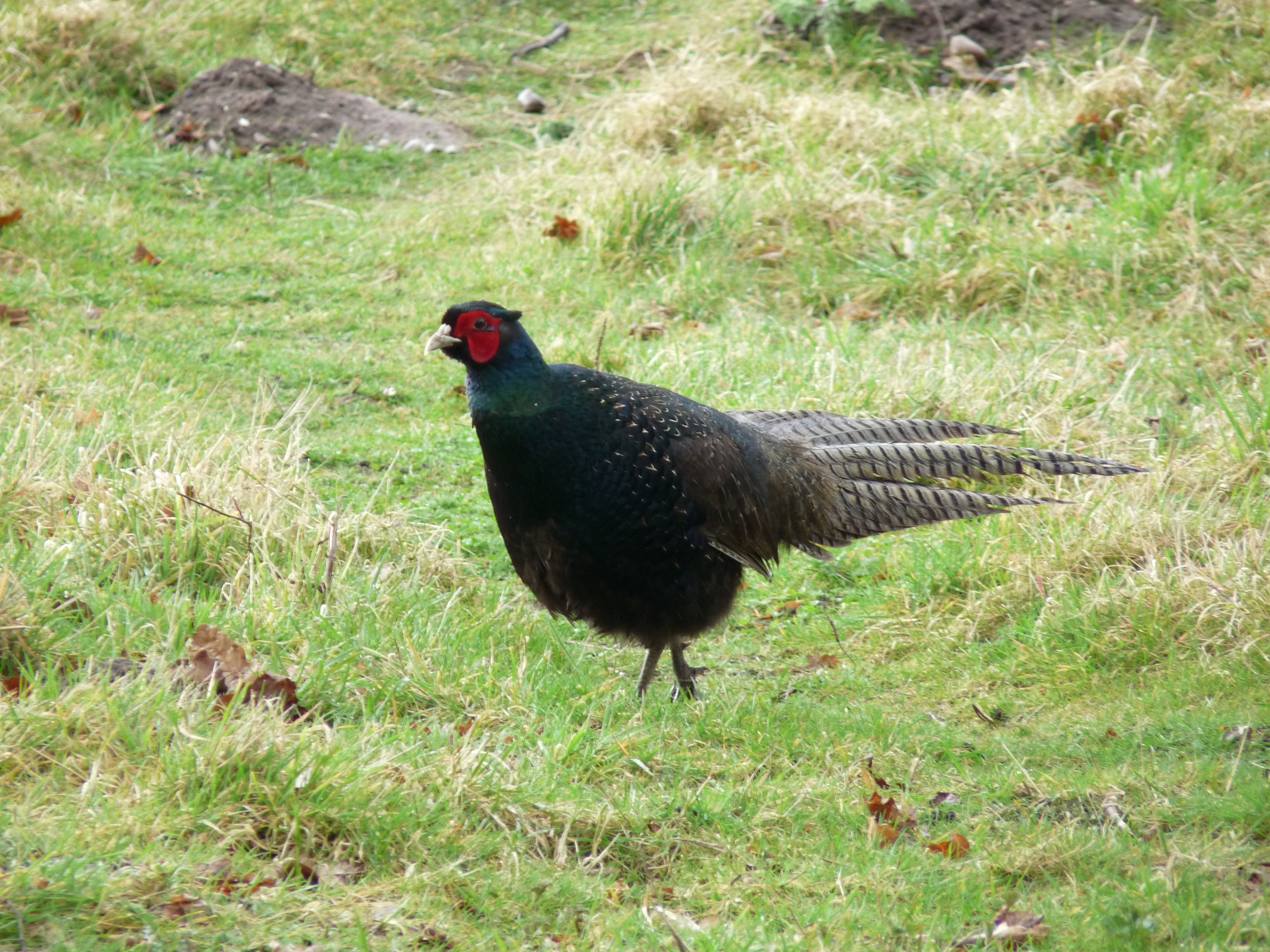
Mutação melanística que resulta na versão "Tenebroso".
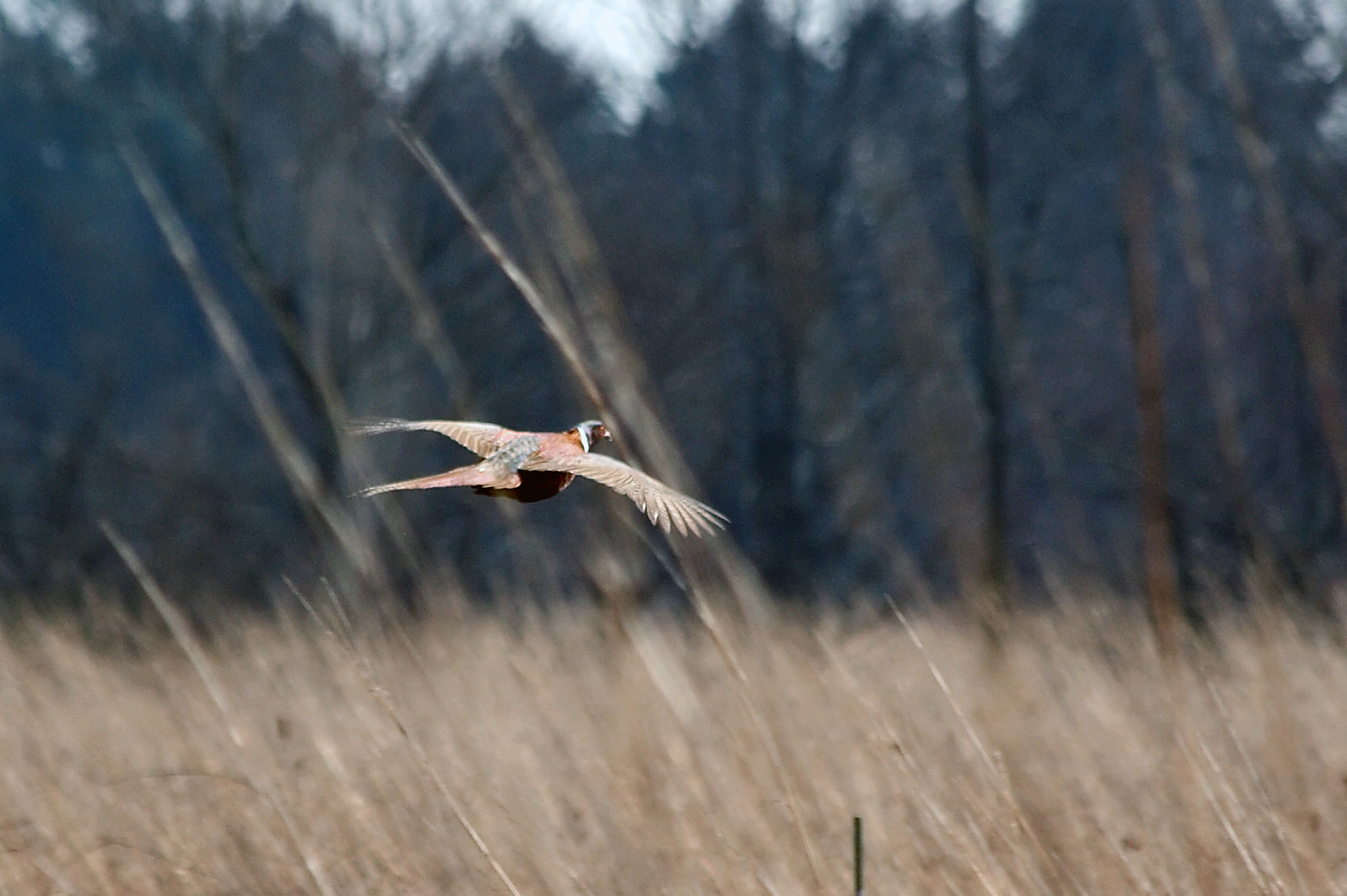
A ave tem baixa capacidade de voo.
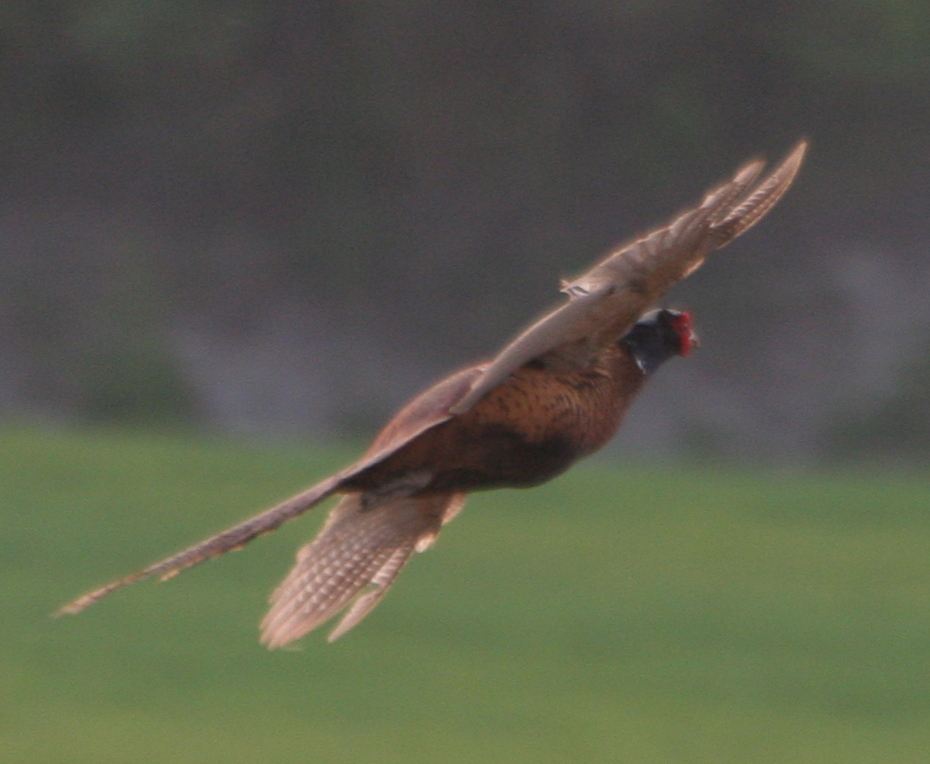
Apesar disso, o voo pode chegar a 90km/h.
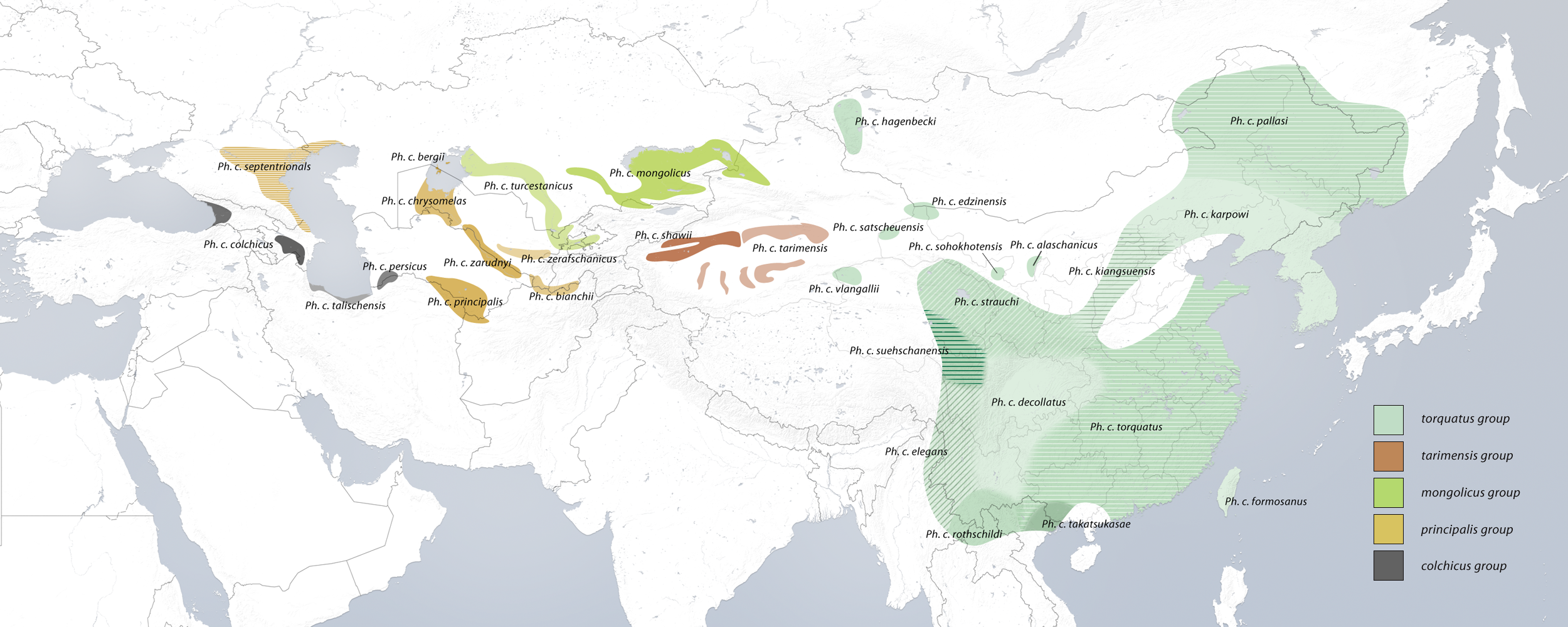
Distribuição de acordo com a subespécie
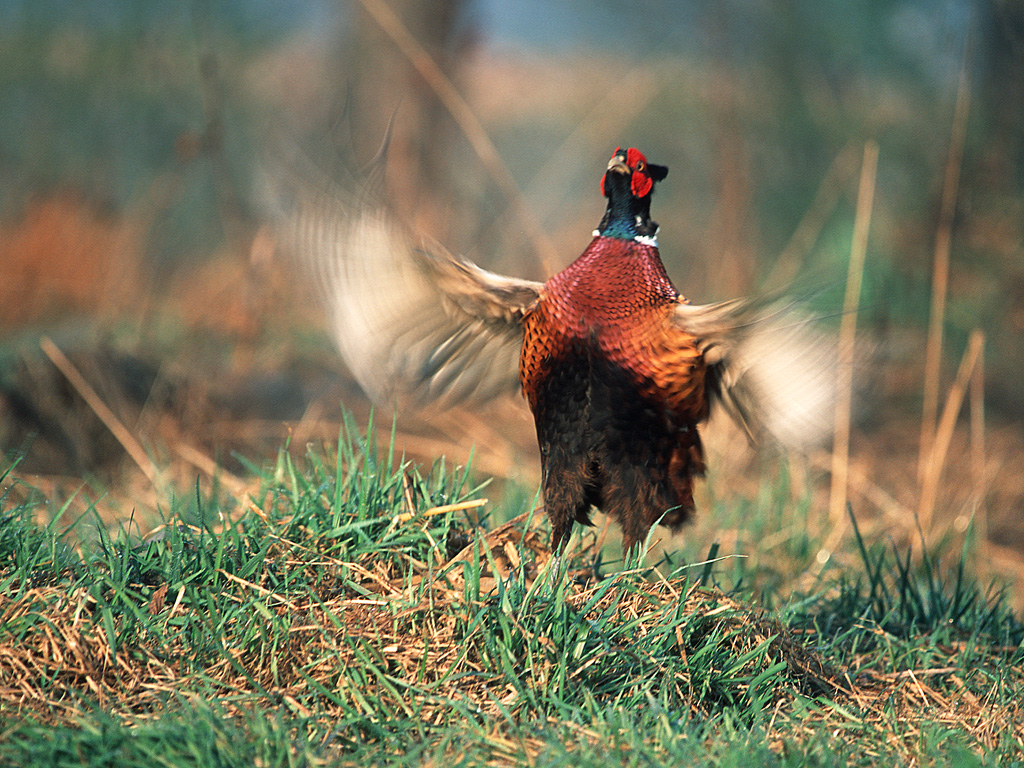
O alto chamado do macho é acompanhado de um bater de asas que pode ser ouvido ao longe.
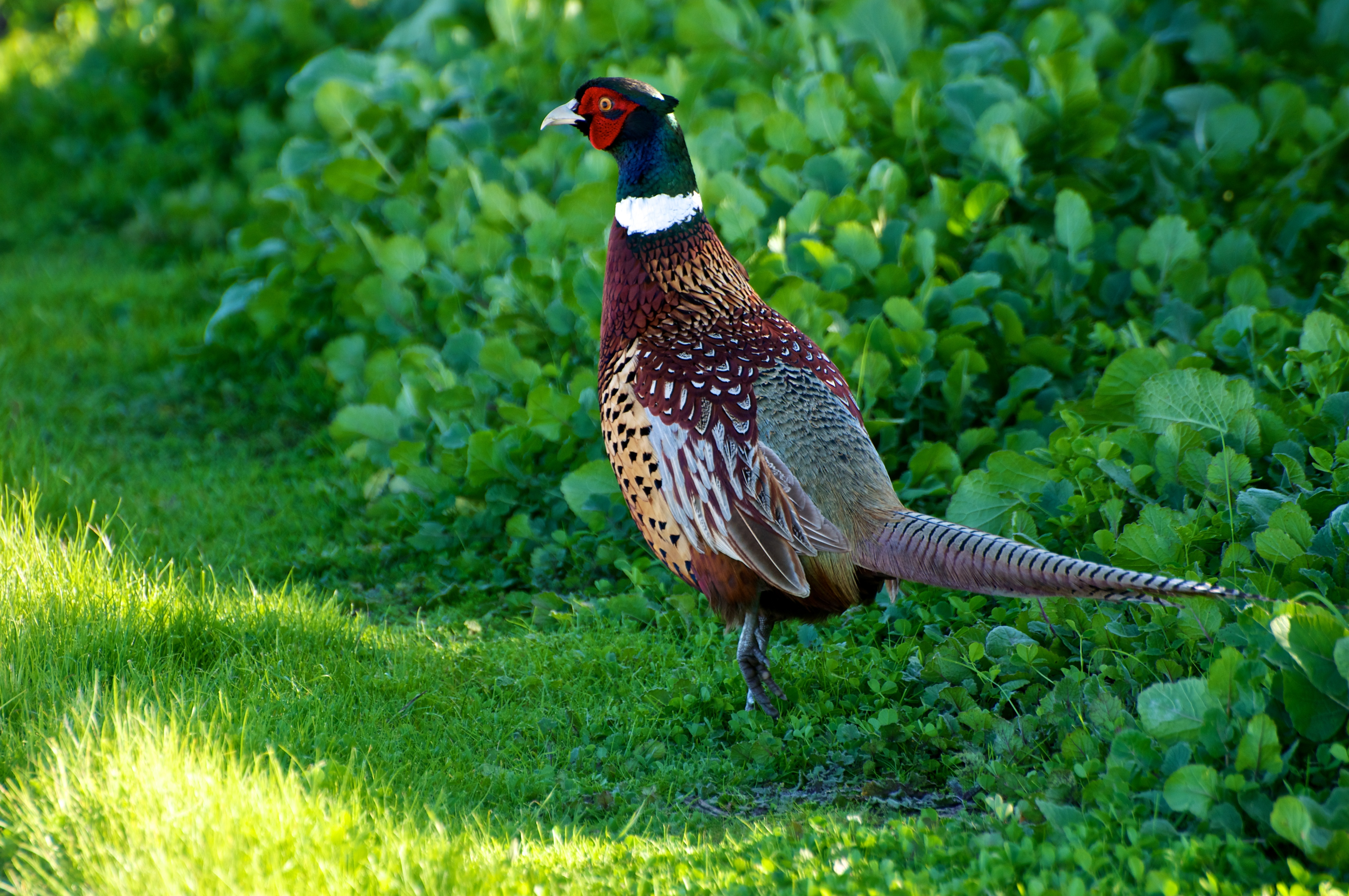
Em época de acasalamento o macho costuma patrulhar seu território.
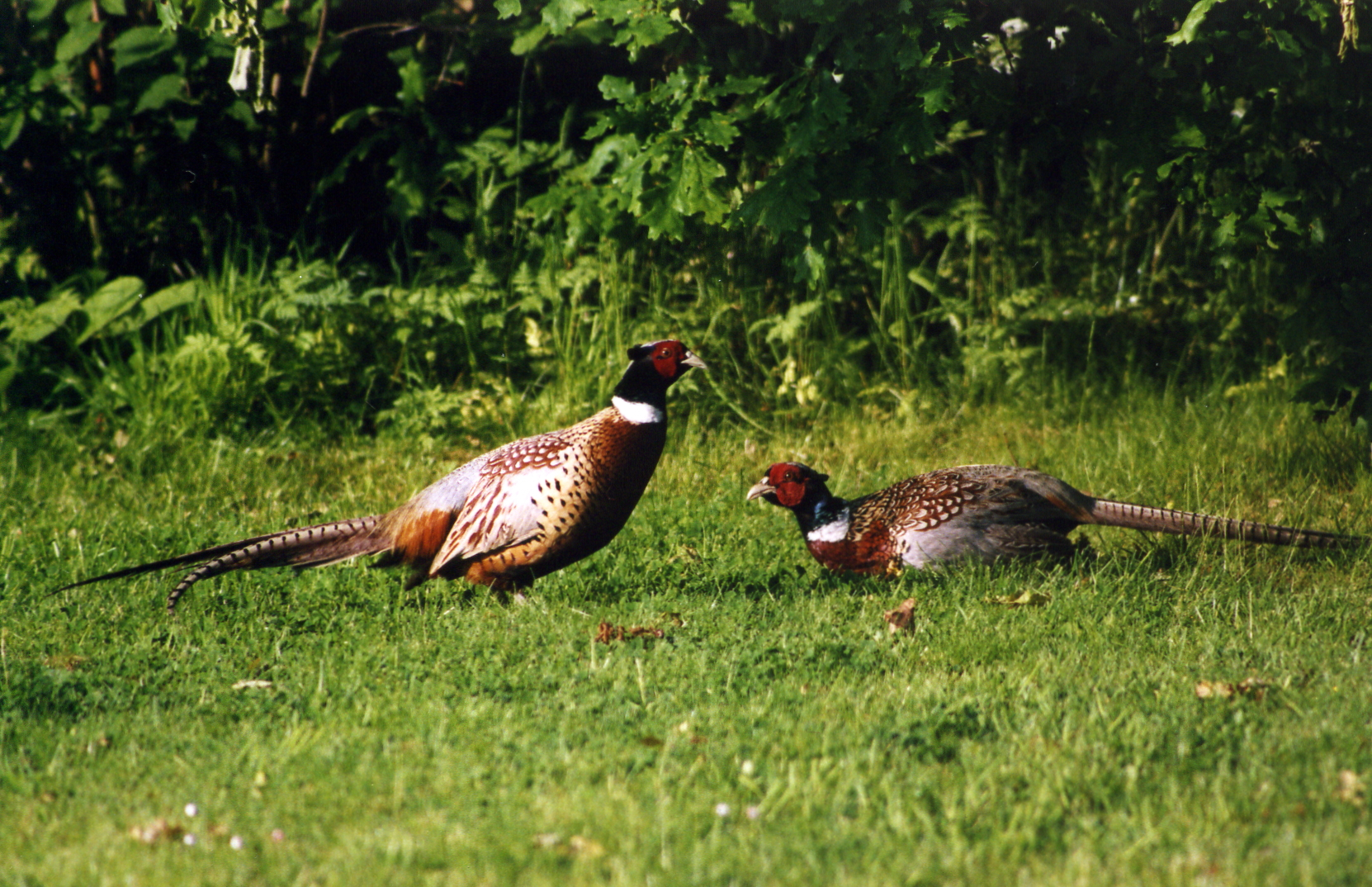
São territoriais e costumam brigar com outros machos.